# クラウドストライク事件
クラウドストライク事件（クラウドストライクじけん）は、クラウドストライクが作成したセキュリティソフトウェアの欠陥のあるアップデートにより、2024年7月19日にWindows 8以降を搭載したWindows搭載PCがクラッシュする、全世界的なシステム障害である。世界中の企業や政府を巻き込んだこの障害は、情報技術史上最大とも言われている。航空会社、空港、銀行、ホテル、病院、株式市場、放送などが影響を受けたほか、緊急電話番号やウェブサイトなどの政府サービスも影響を受けた。
世界的な経済的被害は少なくとも100億ドルと推定されている。数時間以内にエラーが発見され、修正版がリリースされたが、影響を受けたコンピュータは手動で修正する必要があったため、多くのサービスで障害が続いた。

## 事件の経緯

クラウドストライク社のロゴ

7月18日、欠陥のあるアップデートの前に、マイクロソフトは、一部の企業のストレージへのアクセスをブロックし停止した。マイクロソフトによると、2つの事件は関連していない。
7月19日、仮想マシンが再起動とクラッシュする問題が発生する。そして2時間後、Googleも問題を報告した。7時15分 UTC(日本時間16時15分)に、Googleは、クラウドストライクのアップデートに過失があると発表した。
クラウドストライクCEOジョージ・カーツは、サイバー攻撃ではなく、CrowdStrikeの欠陥のあるドライバーアップデートが停止を引き起こしたことを確認した。

## 背景
2024年7月19日 4時9分 UTC (日本時間13時9分)に発行された構成ファイルの更新が Windowsセンサークライアントと競合し、影響を受けたマシンが停止コードでブルースクリーンになった。この問題は主に Windows 10およびWindows 11を実行しているシステムに影響したが、Windows 7またはWindows Server 2008 R2を実行しているホストは影響を受けなかった。影響は クラウドストライクソフトウェアをインストールしたWindowsコンピューターとサーバーに限定されていたため、ほとんどの個人用コンピューターは影響を受けなかったとされる。

### 対策
影響を受けたマシンは、セーフモードまたは Windows 回復環境で起動し、%windir%\System32\drivers\CrowdStrike\C-00000291*.sys を削除することで復元する。ただし、影響を受けた企業がすべてのシステムを復元するのは数日かかることがある。
影響を受けた人の中には、影響を受けたデバイスを数回再起動すると問題が解決する可能性があることもある。コンピューターを繰り返し再起動すると、デバイスがクラッシュする前にソフトウェアが自動的に更新される可能性があるため、この方法は効果的であると推測される。
原因については同社のセキュリティー対策ソフトを導入したパソコンに障害が発生したという。同社のジョージ・カーツ最高経営責任者（CEO）は現地時間19日早朝にX（旧ツイッター）の投稿で、「セキュリティーの問題やサイバー攻撃ではない」と説明し、既に問題点を特定し、修正プログラムを展開したとしている。

## 影響
世界中の多くの企業ITシステムがクラウドストライク社のソフトウェアを使用しているため、多くのビジネスセクターでブルースクリーンを報告した。中国はハイテクの自給自足に焦点を当てているため、停電の影響をほとんど受けなかった。国内の外国企業や高級ホテルが影響を受けたが、航空会社や銀行などの主要サービスはほとんど手つかずだった。ロシアやイランなどの国際制裁により、アメリカのハイテク企業のサービスの利用が制限されている国は、混乱を報告しなかった。

### 航空輸送

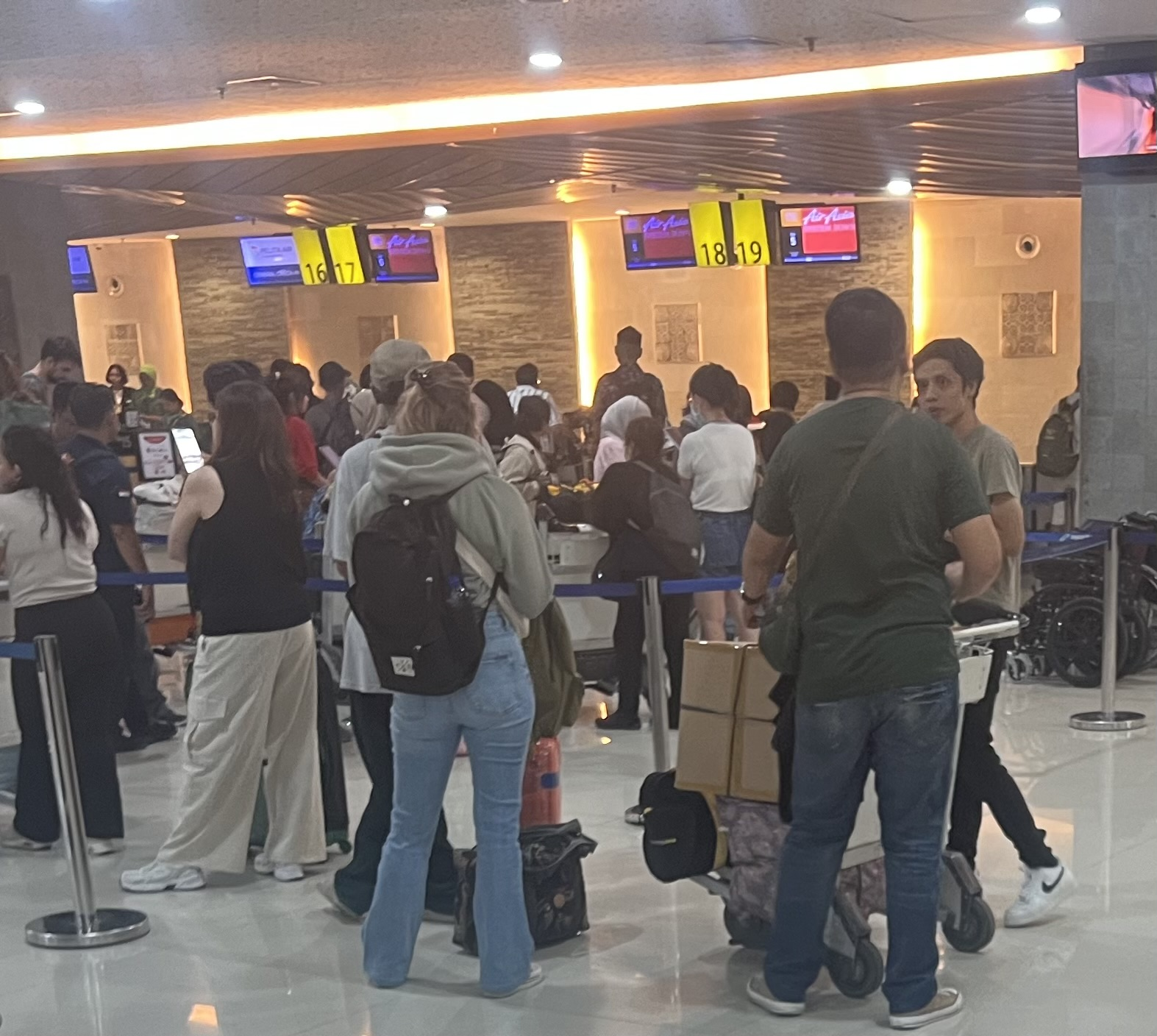
影響を受けている空港

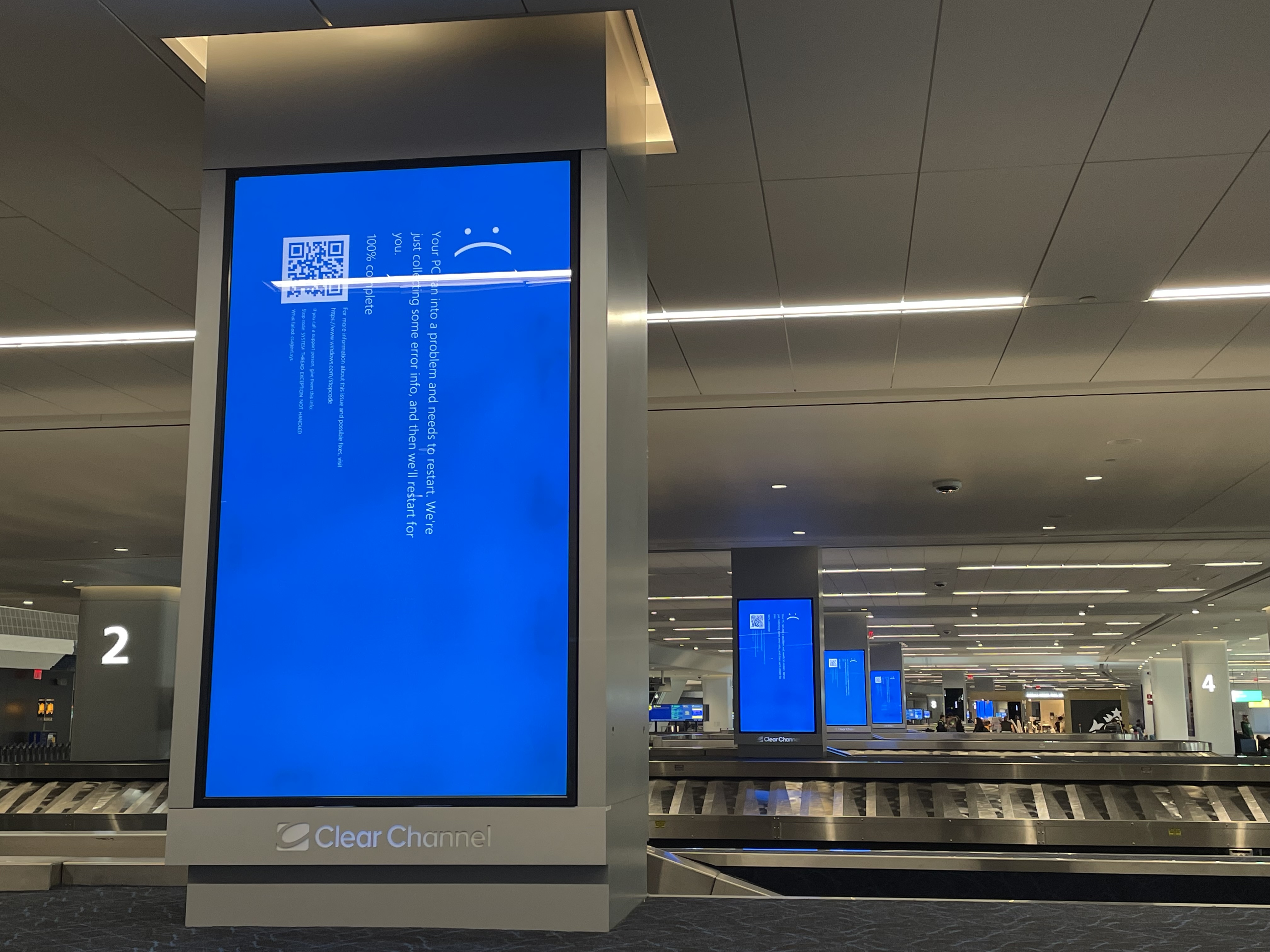
ラガーディア空港で撮影された複数のブルースクリーンの写真

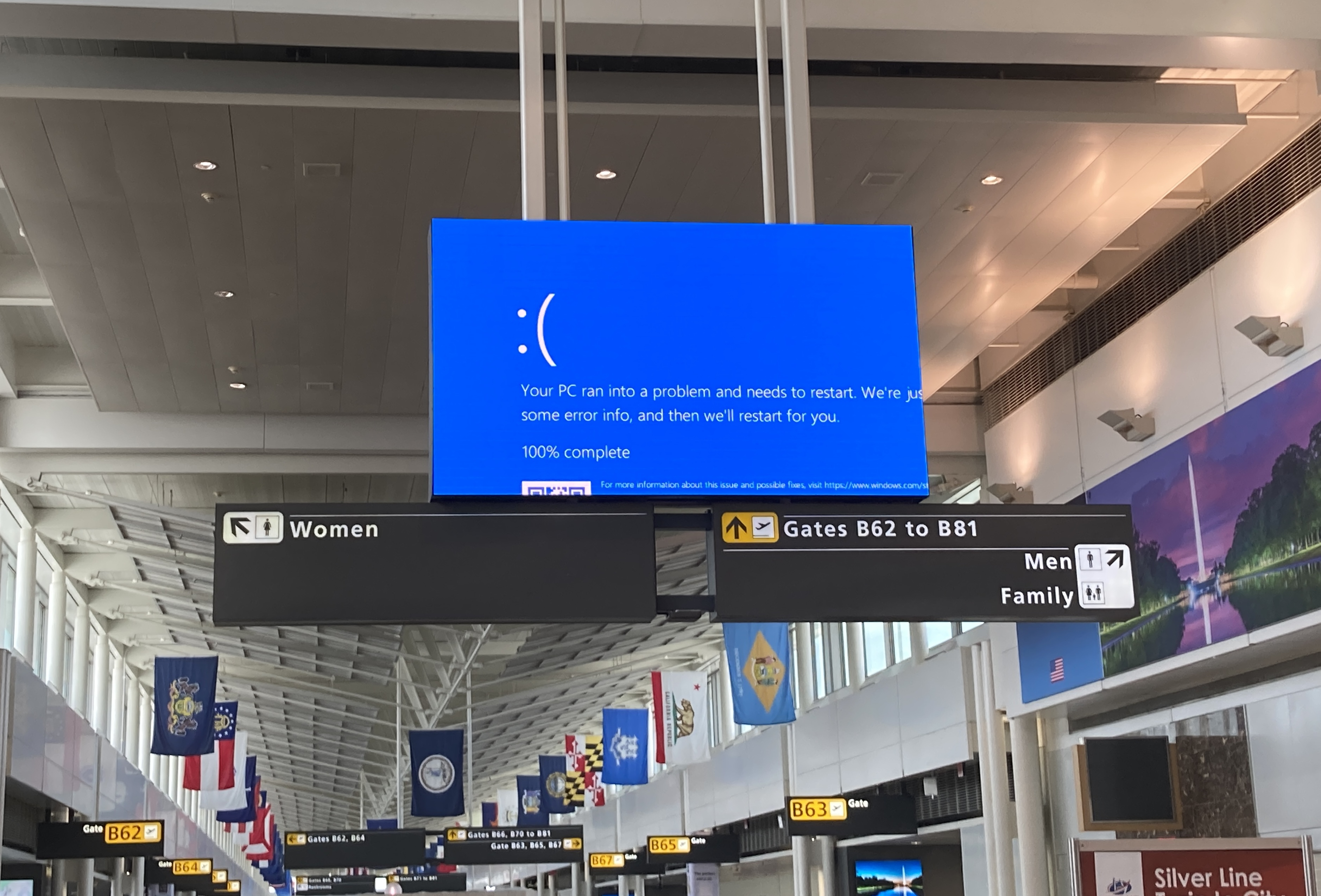
ダレス国際空港のデジタルサイネージにブルースクリーンが表示された。

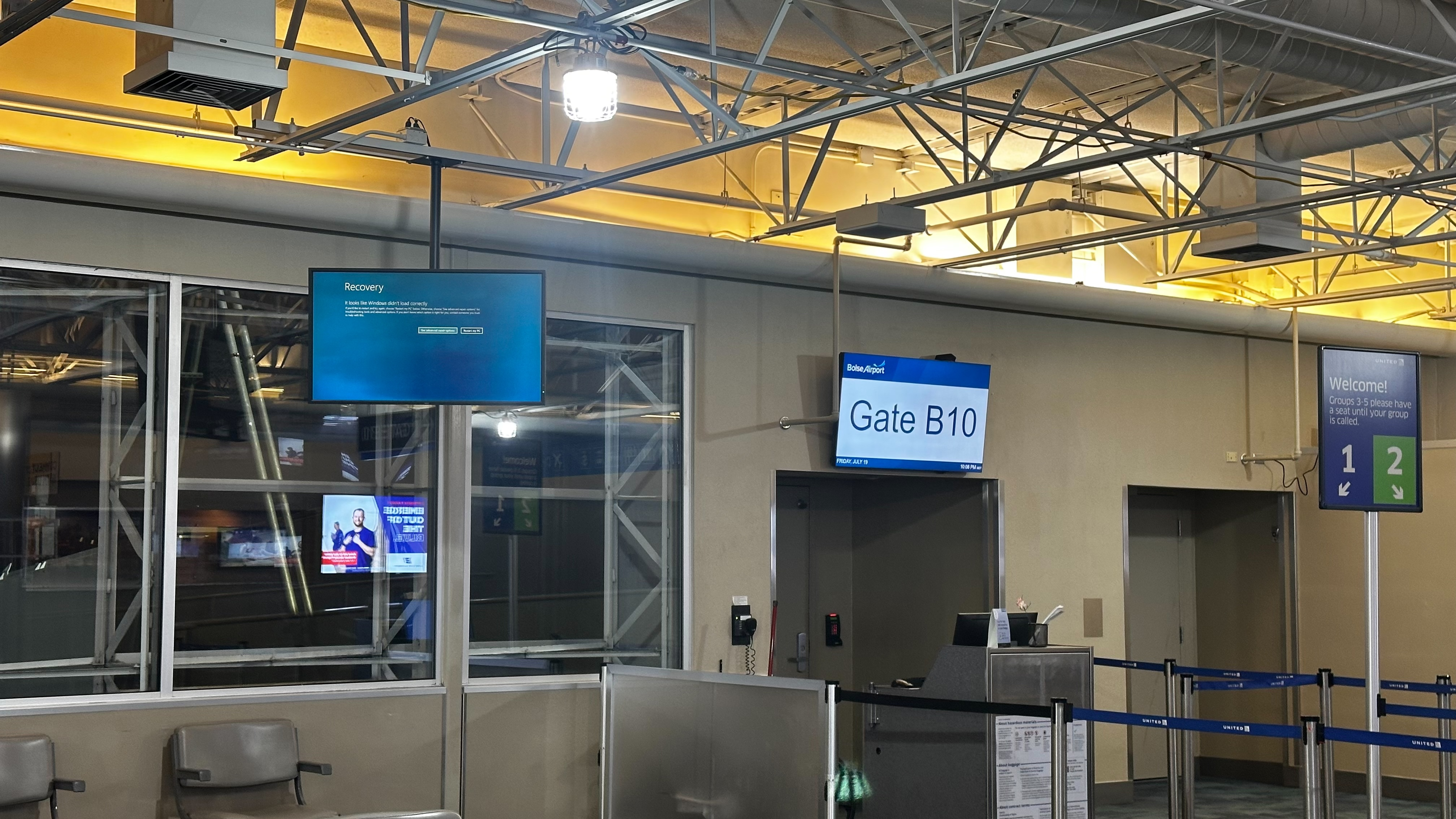
アイダホ州のボイシ空港で発生したブルースクリーン

世界中で5,078の航空便、予定の4.6%がキャンセルされた。
北米では、ユナイテッド航空、デルタ航空、アメリカン航空で影響を受け、新しいフライトは離陸しなかった。連邦航空局（FAA）によると、停電のためアメリカでは約1,500のフライトがキャンセルされた。モントリオール・トルドー国際空港とトロント・ピアソン国際空港がカナダで影響を受け、すべてのフライトをキャンセルした。
ヨーロッパでは、プラハ空港、ブダペスト空港、ブラチスラバ空港、スキポール空港で問題が発生した。スペインの国立空港交通管制マネージャーは、ウェブサイトやソーシャルメディアでITの停止について言及した。スペインのすべての空港は混乱を報告した。 ハンブルク空港のいくつかの航空会社は、手作業でチケットを発行しなければならなかった。クロアチアとスウェーデンの航空交通管制も中断された。
アジアでも、香港ではローカル航空会社のキャセイパシフィック航空、香港エクスプレス、香港航空の予約システムは利用できなくなった。また、7月20日の一部のフライトはキャンセルしなければならなかった。日本の格安航空会社、ジェットスターや大手航空会社日本航空など多くのフライト（主に国内線）をキャンセルしている。
日本航空では、Webサイト上で「国際線 全サービス」「国内線・国際線特典航空券 全サービス」の予約、購入、予約確認、予約変更、予約取消が利用できない状態となっている。
シンガポール航空は7月19日に1日を通してさまざまなレベルのサービスの困難を報告した。セブ・パシフィック航空とフィリピン・エアアジアのフライトが遅れた。

問題はオセアニアでも抱えていた。オーストラリアの航空会社、カンタス航空、ヴァージンオーストラリア航空が影響を受けた。シドニー空港のスポークスマンは、停電が一部の航空会社の運営に影響を与え、「夜通しに多少の遅延があるかもしれない」と述べた。メルボルン空港も影響を受けており、ウェブサイトの声明は「世界的な技術問題」をチェックイン手続きに影響を与えるものとして強調し、乗客に相対的な航空会社に相談するよう助言した。また、そのほかの空港も影響を受けたとされる。

### 銀行

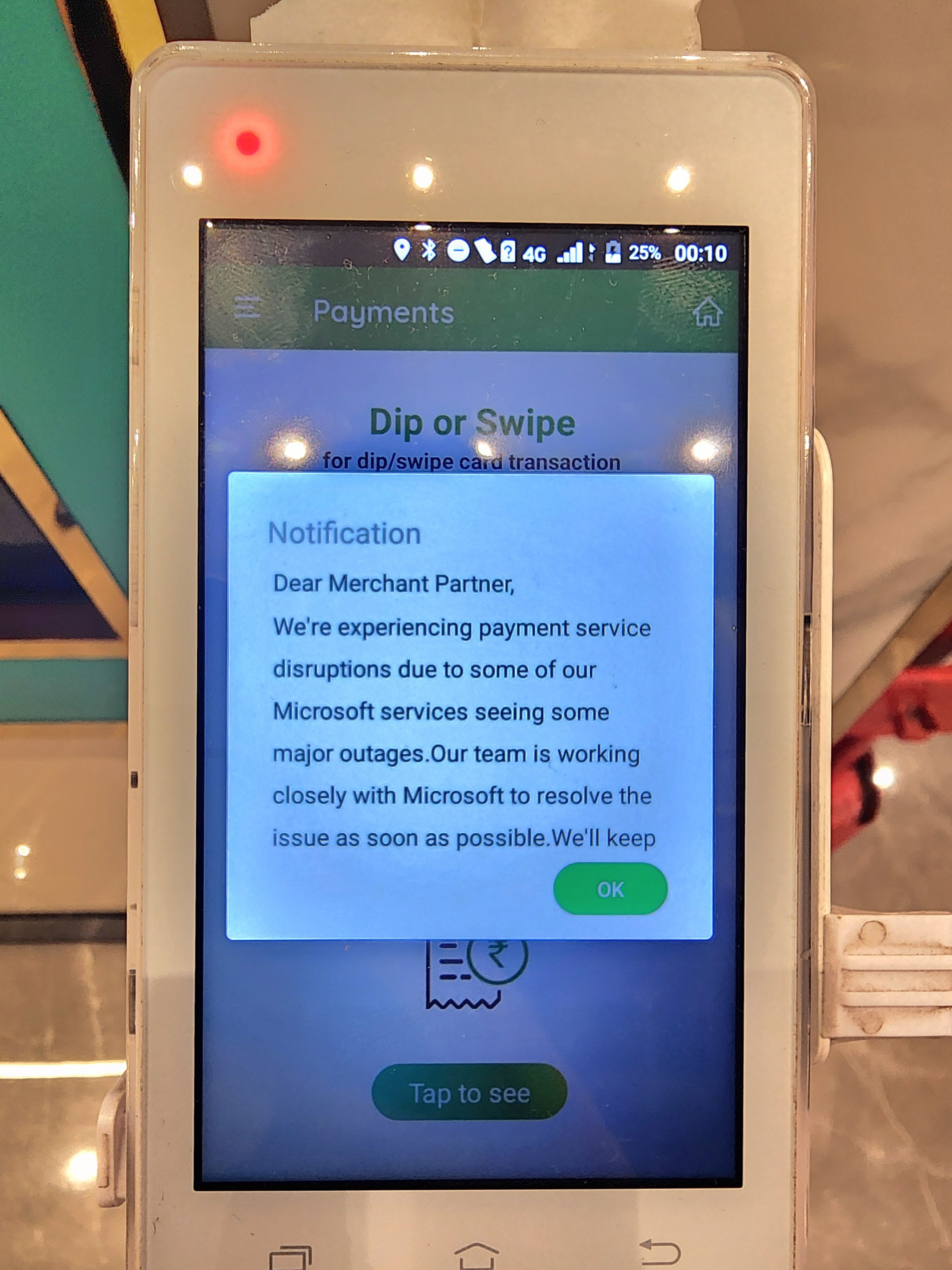
インドにおける決済サービスの混乱

キャピテック銀行を含む南アフリカの銀行は問題を抱えた。また、RCBC、Metrobank、LandBank、BDO、UnionBank、BPI、PNBなどのフィリピンのオンラインシステムは、この事件によりダウンした。MayaやGCashなどの電子財布は、フィリピンでも問題が発生していると報告された。トルコでもウェブサイトとモバイルバンキングアプリケーションにアクセスできなくなった。シンガポール取引所(SGX)やDBS銀行を含む多くのシンガポール企業は、7月19日に1日を通してさまざまなレベルのサービスの困難を報告した。カナダでは、RBCなどの銀行が影響を受けた。
RBI（インド準備銀行）は声明の中で、クラウドストライク社を使用している銀行はごくわずかであり、ほとんどの銀行の多くの重要なシステムはクラウド上で実行されないため、影響を受けないと述べた。インド最大の銀行であるインド国立銀行は、そのサービスが停止のために影響を受けなかったと報告した。RBIの評価によると、解決された、または解決されているマイナーな混乱があったのは10の銀行のみだった。また、インドの銀行システムはそのような停止から隔離されており、わずかな混乱しか報告していないとした。
この問題によって、マイクロソフトの株価は下落し、クラウドストライクの株価は金曜日初めの市場前取引で12%近く下落した。

### 医療
北米の多くの病院は、緊急ではない手術と訪問を一時停止した。米国では、一部の病院にて麻酔を必要とするすべての処置を延期し、すべての非緊急処置と医療訪問をキャンセルした。小児病院医療センターも影響を受けた。大学保健ネットワークはカナダで技術的な問題を経験し、病院の臨床活動は継続するが、予約が遅れる可能性があると警告した。他の多くのカナダの病院は困難に直面し、患者記録システムが影響を受けたため、緊急時対応計画を活性化した。
英国の国民保健サービス(NHS)は、問題が「GPプラクティスの大部分に混乱を引き起こしている」と述べた。EMIS Webと呼ばれるソフトウェア製品に依存するGP手術などのサービスの一部では、医療記録の表示と管理、処方箋の発行と管理、または予約ができなくなった。ロンドン救急車サービスは前例のない急増を経験し、停止後、4,500件の緊急通報の要請があった。
ベルギーのFPS公衆衛生局は、2つの病院が影響を受けたことを確認し、緊急IT計画を活性化した。彼らはまた、新しい患者の入院にのみ、ケアに影響はないと述べている。国家危機センターはベルギーへの影響を評価しており、セキュリティ部門とその重要なインフラ（発電所や輸送部門など）に重大な問題の報告はないと述べた。彼らはまた、ベルギーの2つの病院に影響を与える問題について知らされている。

### メディア
世界的な問題のため、多くのテレビ局が放送できなかった。
TCS、インフォシス、オラクル、ノキアなどの大手IT企業も停止に直面し、従業員やデバイスが提起した何千もの問題がブートループで立ち往生し、回復できなくなった。インドのコンピュータ緊急対応チームは、事件の「重要」の重大度評価を発行した。
ベルギーサイバーセキュリティセンターは、ベルギーへの影響は限られていると述べた。英国ではスカイニュースを生放送で行うことができなかった。また、無料の子供向けテレビチャンネルであるBBCのCBBCも同じである。
フィリピンでは、電気通信、ラジオ、テレビ放送が影響を受けた。

Amazon Web Services、eBay、Google Cloud、Instagramなども影響を受けた。

#### 日本での影響
ユニバーサル・スタジオ・ジャパンは、19日午後2時ごろから、レジの販売記録を管理するPOSシステムに障害が発生し、パーク内のほぼ全てのレストランやショップで会計ができない状況で、営業を一時停止している。アトラクションへの影響は確認されていない。これに伴い、停電のため週末にチケットブースでチケットを販売しないと発表した。ただし、チケットは引き続きオンラインまたは指定されたチケット販売サイトで販売される。JR西日本では列車の走行位置を示すウェブサービスのシステムに障害が生じた。一時、列車の一部で位置が表示できない状態になった。
ジェットスターではチケットの発券ができなくなる他、日本航空でも予約管理システムに障害が生じるなど、日本全国の空港で遅延と欠航が相次いだ。 (詳細については上記を参照)
コンビニ大手のセブン-イレブンでも全国の店舗で19日になって「POSAカード」と呼ばれるプリペイドカードが購入できなくなっている。原因について会社では、アメリカのセキュリティー会社「クラウドストライク」のソフトを導入しているウインドウズのパソコンで、トラブルが世界的に発生している影響だと説明している。
マクドナルドでは19日午前中からシステム障害が生じ、全国で約3割の店舗が営業休止としたため、当事件との関係性が疑われたものの、マクドナルドによるとこの事件との関係性は低いと考えられるとのコメントがあった。

### 政府
米国では、アリゾナ州、フロリダ州、アイオワ州、インディアナ州、カンザス州、ミシガン州、ミネソタ州、ニューヨーク州、オハイオ州、オレゴン州、ペンシルベニア州、バージニア州、ニューハンプシャー州において911が正常に稼働できず、コールセンターの対応も遅れている。
また、国土安全保障省、NASA、連邦取引委員会、国家核安全保障局などで軽微な混乱を報告した。
フィリピン下院のウェブサイトなど、フィリピンの政府のウェブサイトは、当問題のためダウンした。
国家安全保障局のスポークスマンは、スロバキアのいくつかの機関が影響を受けたことを確認した。

### 小売業

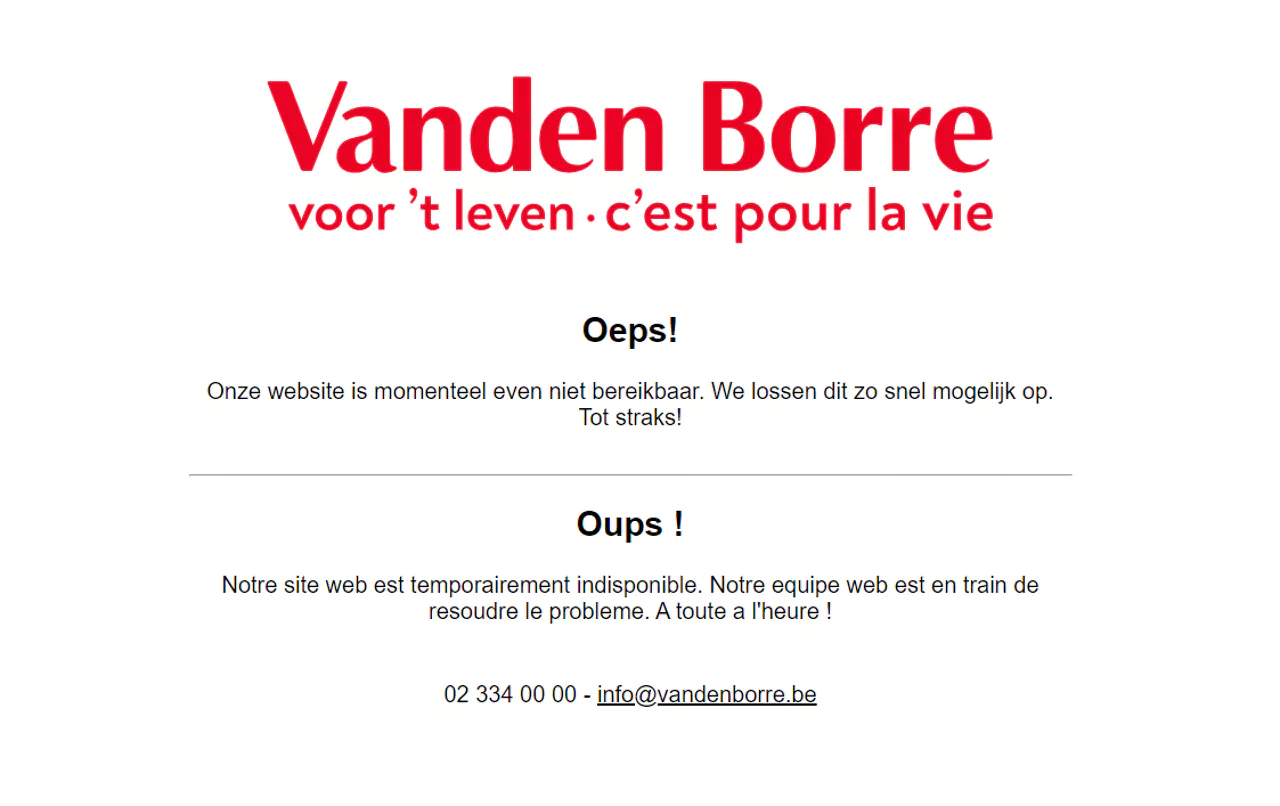
影響を受けたベルギーの小売業

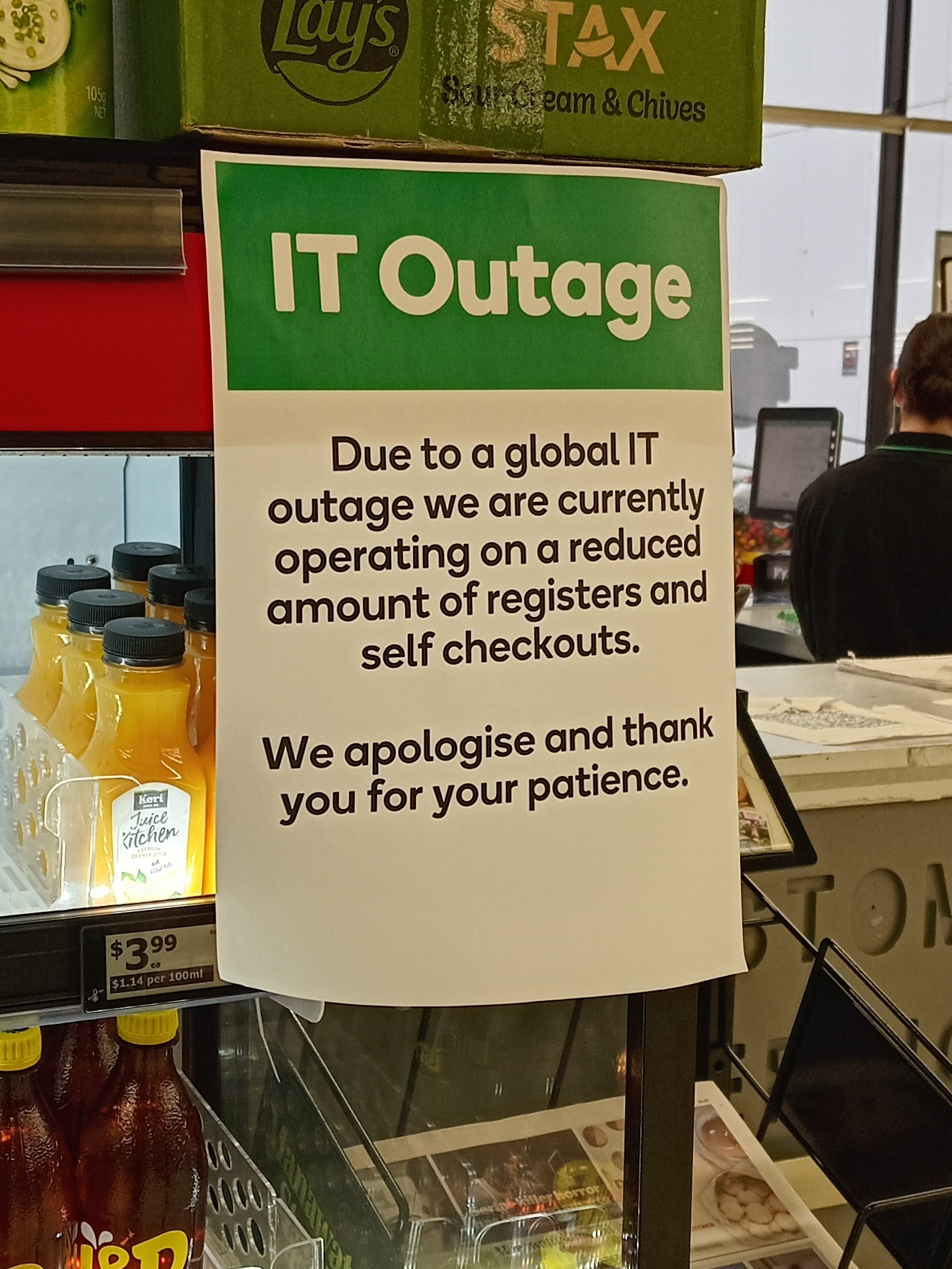
影響を受けたニュージーランドの店舗

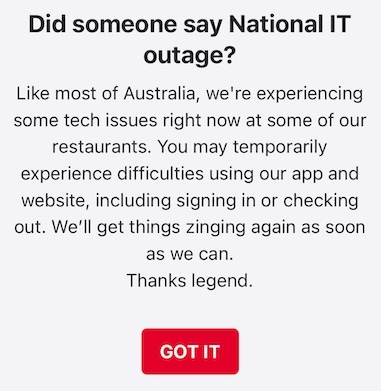
KFCのモバイルオーダーの障害

フィリピンのスーパーマーケットは、POSシステムのクラッシュにより影響を受けた。また、オーストラリアの小売業者やファーストフードチェーンも停電に見舞われ、セルフチェックアウトとオンライン注文システムがサービスを停止している。影響を受けたスーパーマーケットは、ほとんどの店舗でその日の取引を中止することを余儀なくされている。
また、スターバックスやケンタッキーフライドチキンのモバイルアプリケーションは無効になった。
米国では、この事件によって引き起こされたシステムの問題により、スポーツ用品小売業者の一部が店舗を閉鎖し、ウェブサイトが、一時的な停止を引き起こした。
ノルウェーでは、薬局チェーンや保険会社がシステム障害のためサービスを停止した。
アマゾンは倉庫業務と内部ソフトウェアに障害が発生し、Amazonの倉庫でスケジュールと「A to Z」と呼ばれる休暇要求を管理するために使用されるアプリは、停止によって削除され、内部サービスが従業員に利用できなくなった。一部のサイトでは一時的に操作が停止され、Amazonのトラック輸送操作は中断され、ドライバーは「リレー」と呼ばれるプラットフォームが問題を抱えており、倉庫で一時的に荷物を拾うことができなかったと述べた。

### スポーツ
自動車レースのフォーミュラ1（F1）では、クラウドストライク社のスポンサードを受けているメルセデスAMG F1が、チームで使用しているPCの多くについて障害の影響を受け、2024年ハンガリーグランプリの開催直前の出来事だったため、一時レースへの出走が危ぶまれる事態となった。結局手動で前述の修復作業を実施することで、ハンガリーGPのフリー走行1回目の開始にシステム復旧を間に合わせている。

## 謝罪とその後
NBCのインタビューで、クラウドストライクのCEOは、「顧客、旅行者、当社の会社を含むこの影響を受けたすべての人にもたらした影響を深くお詫び申し上げます」と一般に謝罪した。サバンナ・ガスリーが、単一のソフトウェアバグがどのように即座に影響を与える可能性があるかについて押されたとき、CEOは「私たちのシステムは、常にそこにいるこれらの敵からの最新の攻撃を探しています」と答えた。
また公式ウェブサイトで、「本日の障害について、皆様に直接心よりお詫び申し上げます。CrowdStrikeの全員が、この状況の重大性と影響を理解しています。当社は問題を迅速に特定し、修正プログラムを適用し、最優先事項としてお客様のシステムの復旧に全力で取り組むことができました。」とコメントしている。
オーストラリア政府は、停電に対処するために国家緊急会議を開催した。国家調整メカニズムが活性化されたと宣言され、アンソニー・アルバニージー首相は「オーストラリア人が世界的に展開し、幅広いサービスに影響を与えている停電を懸念していることを理解しています。私の政府は、国家サイバーセキュリティコーディネーターと緊密に協力しています。」と話した。
ジョー・バイデン米大統領は、必要に応じて支援を提供するためにクラウドストライクと連絡を取った。英国政府のCOBR委員会は、この事件について話し合うために会合した。
サイバーセキュリティコンサルタントのトロイ・ハントは、この事件を「史上最大のIT停止」と特徴づけ、2000年問題と影響を比較し、「実際に起きたのがこのタイミングであるということを除けば、基本的に2000年問題で心配していたことが起きている」と述べた。
マイクロソフトによると、同障害は約850万台のWindows端末に影響を与えたと推定され、これは全Windows端末の1%未満に相当するという。今回の障害では、航空会社や銀行の窓口が停止するなど、社会経済活動に大きな影響を与えたが、この点については「多くの重要なサービスを運用している企業が、クラウドストライクのソリューションを使用していたことがわかる」とも付け加えている。同社では、障害を受けたユーザーに対して軽減策を案内しているほか、「クラウドストライクの障害を受けたお客様への支援について」というブログも公開している。

### クラウドストライクの責任
企業が被った損失にもかかわらず、CrowdStrikeは、引き起こされた損害または収益の損失に対して最小限の責任しか負えないと言っていた。 クラウドストライクのFalconソフトウェアの条件は、責任を「支払った料金」に制限している。 この規定が強制力がある場合、影響を受ける企業が回復できる最大補償は、会社がクラウドストライクに支払った手数料である。
EUでは、クラウドストライクがユーザーデータに対するセキュリティインシデントの影響に関連するGDPR規制の下で責任を負う可能性がある。この規制は、データ漏洩に関連して最もよく知られているが、データの破壊にも適用されるため、データへのアクセスの一時的な喪失が責任を引き起こすのに十分かどうか、またはGDPRがセキュリティに関連するすべてのインシデントに適用されるのか、不正アクセスのみに適用されるのかは不明である。
さらに、この事件は、第4条「定義」第12項に基づくGDPRのデータ侵害となる「個人データ侵害」として分類される可能性があるという。 2024年7月19日、データ保護の専門家は「処理のセキュリティ」という第32条の違反を報告した。